# 鋳銭司
鋳銭司（じゅせんし・ちゅうせんし）は、古代日本に置かれた令外官の一つ。銭貨鋳造をつかさどった。

## 職掌・沿革
銭貨の鋳造を担った。持統天皇の時代に初めて置かれ、以後も名前を変えながら断続的に設置された。和同開珎鋳造時には催鋳銭司（さいじゅせんし）が置かれている。
鋳造所は河内国、周防国、長門国などに設置され、特に周防・長門国の鋳銭司官人のために公廨稲を元にした「鋳銭司俸」と呼ばれる出挙稲が備後国・周防国に計5万6千束置かれていた。
弘仁7年（817年）、鋳銭司が廃止されると、弘仁9年（819年）に長門国に鋳銭使が設置された。これは、平安京にあった鋳銭司の移転としてみなされ、地方に設置されながら制度上は京官として扱われていた（これに伴い、長門以外の鋳銭施設は停止）。これは長門国に複数の銅鉱が存在して生産量が多かったこと（国司所在地とされる豊浦郡にも銅鉱が存在していた）、銅鉱石のまま京都に輸送するよりも輸送コストが安かったからとみられている。更に長門国司を廃してその職務を統合し、同国の税収を鋳銭事業に投入する体制が整えられた。
ところが、天長2年（825年）になって、長門鋳銭使が廃止されて代わりに周防国吉敷郡に周防鋳銭司が設置される。その背景として長門国内が凶作や疫病の被害に遭遇して税収（すなわち鋳銭使の運営費用）が不足してきたこと、長門国内の銅鉱が枯渇して周防国境に近い美祢郡の長登銅山のみが残る状態であったこと、吉敷郡は美祢郡に隣接するだけでなく、銅鉱があった関係で銅の鋳造に関する技術があり、なおかつ海に面していたため、長登銅山（長門国美祢郡）→周防鋳造司（周防国吉敷郡）から船の輸送で新銭を畿内に運ぶルートが確立されたことが大きかったと思われる。長門鋳銭使は国府と同じ豊浦郡に設置されていたが、周防鋳銭司は国府のある佐波郡ではなく隣の吉敷郡に設置され、周防守と鋳銭司長官の兼務は行われたものの、2つの組織は別々とされた。従って鋳銭司の費用は諸国からの租税で賄われてきたが、寛平8年（896年）になると財政難への対応のために周防国の租穀をもって費用に充てることになった。
平安時代後期に貨幣鋳造が行われなくなると鋳銭司が設置されることもなくなった。

## 職員
- 長官
- 次官
- 判官
- 主典
- 鋳銭師